# Norbertus Reinerus Henricus Guljé
Norbertus Reinerus Henricus Guljé ('s-Hertogenbosch, 5 juni 1808 - Breda, 5 juli 1885) was een Nederlands politicus en Thorbeckiaans Tweede Kamerlid.
Guljé was een Bredase zeepzieder en oliefabrikant, die als Thorbeckiaan in de Tweede Kamer zat. Hij was de kleinzoon van een patriot. Voor hij afgevaardigde voor het district Breda werd, was hij enige jaren Statenlid. Als vriend en volgeling van Thorbecke streed hij voor liberalisering van het economische leven. Tweemaal werd hij als derde op de voordracht voor het Kamervoorzitterschap geplaatst.

## Tweede Kamer
| Periode |
| --- |
| 24-04-1862 t/m 14-09-1862 15-09-1862 t/m 18-09-1866 19-09-1866 t/m 30-09-1866 19-11-1866 t/m 02-01-1868 25-02-1868 t/m 17-09-1871 |

- Biografisch Portaal: 09865400
- Parlement.com: vg09ll1agmvi